# 12366 Луїальфа
12366 Луїальфа (12366 Luisapla) — астероїд головного поясу, відкритий 8 лютого 1994 року.
Тіссеранів параметр щодо Юпітера — 3,592.